# Seničica
Seničica – wieś w Słowenii, w gminie Medvode. W 2018 roku liczyła 242 mieszkańców.